# THE IDOLM@STER
《THE IDOLM@STER》(아이돌마스터)는 일본의 게임개발사인 남코(현재 반다이 남코 엔터테인먼트)사에서 개발하여 2005년 7월 26일부터 일본의 게임센터에서 가동을 시작한 업소용 아케이드 게임이다.

## 개요
765 프로덕션(ナムコ プロダクション/나무코 프로덕션)의 개성 풍부한 아이돌 후보생에서 최대 3명을 선택해, 얼마나 많은 팬에게 지지를 받는 아이돌로 프로듀스할 수 있을까를 겨룬다. 플레이어는 765 프로덕션의 신입 프로듀서가 되어, 네트워크를 이용해 전국 규모의 랭킹을 겨룬다.
처음 이 게임을 개발했을 때에는 반대하는 사람들이 많았다고 한다.
그러나 일본에서 크게 성공하였으며 특히 여성들에게도 인기가 높고, 2005년의 최고 인기 아케이드 게임으로 선정되어 수상하기도 했다. 각각의 아이돌 캐릭터들에게 따로 팬이 생길만큼 캐릭터의 인기에 의존한다.
구보오카 도시유키(窪岡 俊之)가 담당한 캐릭터 디자인은 귀여운 인상이지만 오타쿠층의 지지를 받는 모에 캐릭터가 아니라 대중에게 널리 호감을 받는 비교적 무난한 디자인이라 여성 팬들이 적지 않다.
2010년 5월 28일에, 본작의 네트워크 서비스의 운영 종료가 발표되어 2010년 9월 1일 1시 59분으로서 종료하는 것이 발표되었다. 네트워크 서비스 종료 후는 휴대 전화 사이트 내에 있는 아케이드 연동 코너가 폐쇄되기 때문에, 연동기능을 사용할 수 없게 되는 것 외에 전 케이스가 오프라인이 되었다 (계속 플레이는 가능하지만, 일부의 기능을 사용할 수 없게 된다).
남코에 의한 공식 약칭은 "아이마스(IM@S)"(확정 전에는 와카바야시 나오미에 의해 iM@s의 표기도 제의되고 있었다)이다. 또한 타이틀 로고에서는 "I"가 소문자로 사용되고 있지만, 텍스트로 표기하는 경우 "I"는 대문자로 표기하고 있다.
다양하고 풍부한 표정의 풀보이스 3D 캐릭터와의 커뮤니케이션이나, 그 설정을 살린 다수의 음악이나 의상, 네트워크나 메일을 사용한 시스템등이 호평을 얻어, 아이돌의 음악이나 상품, 드라마CD등 다수 전개되고 있어서, 마침내 정식으로 PROJECT IM@S라고 불리는 멀티미디어 전개로 발전되었다. 또한 아케이드판 개발 당시부터 AMCG(Advanced Media Creation Girls)라는 호칭이 있어서, PROJECT IM@S의 중심이 되는 Xbox 360판에 대해서도 매뉴얼의 표지에 로고가 남아있다.
같은 남코 게임인 태고의 달인(太鼓の達人)에서도 압도적인 인기를 바탕으로 16명 전부 등장하며, 액세서리 중에는 태고의 달인 관련 아이템도 있다. 다만, 태고의 달인 시리즈를 거듭할수록 다양한 수록곡들이 수록되고 있는 것에도 불구하고 주연으로는 미등장. 이것은 플랫폼의 차이로부터라고 생각된다. TVA판 아이돌마스터 XENOGLOSSIA의 관련 주제곡은 태고의 달인에 미수록 (캐릭터도 미등장).
2002년 즈음, 게임센터의 기획을 생각하고 있었을 때에 '극장, 상점 등에서 손님을 불러들인다면 여자아이가 좋은 것은 아닐까'라고 생각한 것이 계기라고 한다. 거기로부터 '여자아이를 만난다면 아이돌' '아이돌로 대전한다면 오디션' 등의 연상으로 게임의 이미지가 굳어져 갔지만, 구체적인 형태가 되기까지는 3년의 세월을 필요로 했다. 사내에서는 "팔리지 않는다"라고 부정적인 소리가 있었지만, 매장의 테스트 플레이로 뜨거운 반응을 얻은 후 개발은 속행되어 2005년 7월에 발매되었다.

## 게임의 상세
이하의 설명은, 2006년 7월부터 운용되고 있는 버전 1.30에 준거한다.

### 게임의 흐름
1유닛에서의 프로듀스의 흐름은 이하와 같다.
1. 프로듀스하는 유닛의 멤버를 선택.
2. 유닛명을 결정한다. 가나 (히라가나·카타카나)와 영숫자, 한자가 입력 가능. 사용할 수 있는 한자에 대해서는 공식 사이트를 참조.
3. 레슨과 커뮤니케이션을 진행시키거나, 오디션을 받는다. 이 반복으로 팬을 획득해, 아이돌 랭크를 상승시켜 간다.
  - 레슨을 받으면, 유닛의 파라미터나 레벨을 올려진다. 커뮤니케이션을 실시하면, 후술하는 '추억'이 증가해 오디션만큼 많지는 않지만 팬도 획득할 수 있다.
  - 오디션에 합격하면 TV출연이 되어, 각 오디션의 규모에 응한 수의 팬을 획득할 수 있다. 불합격이었던 경우는 약간 팬이 감소하지만, 보기 드물게 불합격에서도 약간 팬이 증가하는 경우가 있다.
4. 규정 기간 내에 규정 랭크에 도달할 수 없었던 경우, 혹은 일정기간 프로듀스한 다음은 활동 정지가 되어 은퇴 콘서트를 실시한다. 그 후 프로듀스 평가를 산정, 프로듀서 랭크가 변동한다[9].

1회의 플레이에서의 흐름은 이하와 같다.
1. 플레이 개시 시
크레딧 투입과 프로듀서 카드 및 유닛 카드의 읽기를 실시한다. 조작은, 완전한 신규 플레이 시/기존 유닛의 프로듀스 속행 시/신유닛의 프로듀스 개시 시에 각각 다르다.
  - 신규 플레이 시는, 크레딧을 투입한 후에 프로듀서명을 결정해 1주째가 멤버 선택, 2주째에 의상 규칙과 작곡가에게의 인사를 실시해, 3주째에 곡선택과 전용 오디션에의 참가라는 3주 분의 플레이가 된다.
  - 기존 유닛의 프로듀스 속행 시는, 우선 프로듀서 카드를 삽입해 패스워드를 입력. 그 후 메뉴로부터 '활동 중인 유닛을 프로듀스한다'를 선택해, 계속 실시하는 유닛의 카드를 삽입한다.
  - 신유닛의 프로듀스 개시 시는, 메뉴 화면의 표시까지는 기존 유닛과 같지만, 메뉴 표시에 임하여 '새롭게 유닛을 프로듀스한다'를 선택한다. 케이스 내의 유닛 카드를 구입하거나, 소지의 카드 (후술하는 'THE IDOLM@STER MASTERPIECE'시리즈의 초회판 등에 동고되는 리라이터블 카드)를 이용할 수 있다. 덧붙여 2번째 이후의 유닛의 프로듀스 개시 시는, 1주째에 멤버 선택·곡선택·의상 선택을 모두 실시한다. 단, 프로듀서 랭크가 견습 (첫회 프로듀스 최종 평가가 0점이었던 경우)의 경우는, 신규 플레이와 같이 튜토리얼을 실시한다.

프로듀서 카드의 사용 회수가 제한 (50회)에 이른 후의 플레이 개시 시에는, 프로듀서 카드를 읽어들인 후 갱신 처리를 실시한다. 크레딧 투입 후 구카드가 '갱신제'라고 인자되어 배출, 계속되어 신카드가 배출된 이후는 새로운 프로듀서 카드를 이용한다.
2. 플레이 개시 전에 음성의 볼륨이나 출연시의 화면 표시의 ON/OFF를 지정할 수 있다. 출연시 표시를 OFF로 하면 오디션에 합격했을 때의 출연 풍경은 방송되지 않는다.
3. 아침의 인사 후, 필요에 따라서 곡변경 혹은 갈아 입기를 실시해, 레슨 or오디션에 진행된다.
4. 레슨 or오디션의 종료후, 팬수의 변동이 보고되어 1주가 종료. 여기서 컨티뉴의 선택이 가능 (유닛의 활동 종료 시를 제외).
5. 게임 종료 시, 유닛 카드로 프로듀스 상황이 써진 후, 프로듀서 카드로 갈아넣어 프로듀서 상태를 기록하는 것으로 1회의 플레이가 종료. 프로듀서 카드의 사용 회수 제한이나, 후술 하는 휴대 전화 사이트의 '출근부'로 표시되는 출근 회수는 이 단계를 통과한 회수로 계산된다.

### 사무소
여기에서는 통상 (2주째 이후) 아침과 밤에 프로듀서가 실시하는 것에 대하여 말하지만, 프로듀스 개시 직후의 1주째는 아침의 진행이 다르다 (멤버의 선택 등을 실시한 뒤 레슨이나 오디션을 선택하지만, 1주째는 반드시 레슨을 실시하게 된다).

#### 아침
1. 사무소에 출근해, 활동주, 랭크 업 리밋, 팬 수를 확인한다. 또한 이 때에 특정 조건 (후술)을 클리어하고 있었을 경우는 멤버의 텐션이 1주 MAX 고정이 된다 (얼굴의 주위에 빛이 빛나는 효과를 걸쳐진다. '와쿠테카'라고 불리며 특히 지난 주의 레슨 결과에 의한 것은 '자력 와쿠테카'라고 불리고 있다).
2. 아이돌에의 인사나, 휴양을 선택한다. 인사로 좋은 인사를 하면 아이돌의 텐션은 올라, 실패하면 내려간다. 이 때, 우상의 타이머의 소비도 다르다. 이 때의 선택기술의 좋음과 좋지 않음은 어느 정도 경향이 있다고는 해도 랜덤이다 (단, 선택하지 않고 마감 시간에 자동 선택되었을 경우는 반드시 최악의 선택사항이 선택된다). 휴일을 선택했을 경우는 그 시점에서 1주가 끝나, 다음의 주의 아침으로 옮긴다. 2주 연속으로 휴가를 내면, 그 유닛을 은퇴시킬지의 선택사항이 나온다. 여기서 은퇴를 선택하면, 은퇴 콘서트에 이행한다.
3. 유행 정보·이미지 레벨·특별 오디션 (후술)의 합격 상황을 확인한다. 특별 오디션의 합격 상황에 대해서는 9개의 별 마크로 표시되고 있어 합격제의 물건은 분명히 표시되고 있다. 그 줄 순서에 대해서는 후술.
4. 곡 변경을 실시하기, 의상 변경을 실시하기, 어느쪽도 실시하지 않기를 선택. 곡과 의상의 양쪽 모두를 동시에 변경할 수 없다. 곡 변경의 경우는 정말로 변경할지의 선택사항이 나오고, 여기서 변경한다를 선택하면 곡의 변경이 가능. 곡의 변경은 1유닛에 대해 2회까지 (R/W카드에도 곡명의 전에 1st, 2nd, 3rd라고 표시된다).
5. 레슨이나 오디션을 선택한다.

#### 밤
1. 사무소로 돌아와, 아이돌 랭크의 보고를 받는다. 팬수와 순위의 변동을 확인. 랭크 업 리밋의 판정도 이 때에 행해진다.
2. 팬으로부터의 선물을 확인해 1주의 활동이 종료. 선물은 의상, 액세서리, 팬 레터, 불행의 편지 중 하나가 된다. 아무것도 받지 않는 것이나 반대로 한 번에 2개 받는 것, 이미 가지고 있는 것이 도착하기도 한다. 팬 레터는 보내져 온 아이돌만 텐션이 회복, 불행의 편지는 유닛 전원의 텐션이 격감. 팬 레터의 문서의 상당수는 몇 번이나 실시된 일반 공모에 의해 선택된 것.

### 레슨
파라미터나 이미지 레벨을 올리기 위해서는 레슨이 필요하고, 이하의 5종류가 있다. 레슨장의 임시 휴업도 있어, 그 경우 해당 레슨은 선택할 수 없다.
보이스 레슨
이른바 음악 게임을 닮은 레슨. 일정한 간격으로 배치된 음표 위를 통과하는 바의 움직임에 맞추어 바가 통과하는 음표와 동색으로 화면 아래에 있는 버튼을 타이밍 좋게 누른다. 바가 음표의 중앙에 도달했을 때에 버튼을 누르면 고평값. 난이도가 오른다고 음표의 수가 최고 10개까지 증가한다. 보컬의 파라미터가 성장하면 댄스도 약간 성장한다.
포즈 레슨
리허설로 표시되는 각 카메라의 화살표의 방향 (4방향)을 기억, 랜덤에 나타난 카메라에 대응한 올바른 방향을 지시하는 레슨. 모든 방향을 재빠르게 지시하는 만큼 고평값. 난이도가 오르면 카메라의 수가 최고 6개까지 증가한다. 비주얼의 파라미터가 성장하면 댄스도 약간 성장한다.
가사 레슨
견본의 가사를 참고로, 몇 개의 문자가 바뀐 가사를 올바르게 늘어놓아 바꾸는 레슨. 가사는 1문자마다 블록화되어 늘어놓아지며 공백도 1문자 취급. 모든 늘어놓아 바꾸기를 재빠르게 실시하는 만큼 고평값. 난이도가 오른다고 가사의 길이가 성장해 늘어놓아 바꾸는 문자 수가 증가한다 (최고 2조). 보컬의 파라미터가 크게 성장한다.
댄스 레슨
견본의 다리의 방향으로, 아래쪽에서 회전을 하고 있는 다리의 방향을 올바르게 맞추어 멈추는 레슨. 모든 다리를 재빠르게 맞추는 만큼 고평값. 방향을 합할 때에 원의 테두리가 희게 빛났을 때에 멈추면, 다리의 각도가 견본과 약간 차이가 나도 문제 없다. 난이도가 오르면 회전의 속도가 올라, 회전하는 다리의 수가 최고 5개까지 증가한다. 댄스의 파라미터가 크게 성장한다.
표현력 레슨
화면 전체에 흩어져 움직이는 바 가운데, 아래의 가사의 색과 같은 색 바 모두를 누르는 레슨. 지시받은 색 모든 바를 재빠르게 누르는 만큼 고평값. 난이도가 오르면, 지시받은 색 바의 수가 최고 5개까지 증가해 바의 움직임이 빨라진다. 비주얼의 파라미터가 크게 성장한다.
1주의 레슨은 통상 6회로, 듀오나 트리오에서는 최초로 이 6회를 각 멤버에게 할당한다. 후술하는 텐션에 따라서는 멤버 단위로 레슨 회수가 변화하는 경우가 있다. 1회마다 평가가 표시되어 그것에 의해 다음의 레슨의 난이도가 변화한다. A·B평가의 경우는 난이도가 올라, C평가에서는 변함없음, D·E평가 및 Bad의 경우는 난이도가 내린다. 난이도가 높을수록 파라미터가 성장하는 양이 많아진다.
또 조건을 채우면 커뮤니케이션 후에 보너스 레슨이 발생해, 통상의 레슨과 같이 레슨을 실시할 수 있다. 1주 중에 2번 레슨을 실시할 수 있으므로, 단기간으로 파라미터를 크게 늘릴 찬스가 된다. 임시 휴업이 되지 않는 이상 같은 레슨을 2번 계속해도 상관없다. 보너스 레슨의 발생에 확실한 조건은 없지만, 후술 하듯이 커뮤니케이션이 캔슬되었을 경우는 발생하지 않는다.

### 커뮤니케이션
레슨 후는 일을 선택해 아이돌과의 회화가 발생한다. 듀오나 트리오의 경우는 일을 선택한 후에 회화의 상대가 되는 캐릭터를 지정한다. 회화 속에서 아이돌로부터의 질문에 답하거나 얼굴을 닦는 등 직접적으로 접하는 신도 있다. 이 회화 속에서의 행동의 결과에 의해, 이하와 같이 아이돌이 가지는 추억의 수가 변동한다.
- 퍼펙트 커뮤니케이션 (오디션용의 추억의 증가량은 텐션이 높을 때는 5, 보통 이하때는 3. 은퇴 콘서트용의 추억은 4개 증가한다)
- 굿 커뮤니케이션 (추억의 증가량은 오디션용·은퇴 콘서트용 모두 2)
- 노멀 커뮤니케이션 (추억의 증가량은 오디션용·은퇴 콘서트용 모두 1)
- 배드 커뮤니케이션 (추억은 증가하지 않고 텐션이 내린다. 은퇴 콘서트용의 추억이 1개 줄어 들어, 텐션이 낮으면 오디션용의 추억도 1개 줄어 든다. 단, 어느쪽이나 0개 미만은 되지 않는다)

이 게임에서는 추억은 2종류 존재하지만, 플레이중 각 캐릭터의 텐션을 나타내는 게이지에 표시되고 있는 것은 오디션에 사용하는 추억이다. 은퇴 콘서트용의 추억은 은퇴 콘서트 직전에 커뮤니케이션 결과를 집계하는 것으로 소지수가 발표된다.
커뮤니케이션의 선택기술 안에는 네타나 모에에 관련되는 것이 있어, 그 선택사항이 퍼펙트의 선택기술이 아님에도 불구하고 굳이 그것을 선택해, 캐릭터의 반응을 보고 즐기는 사람도 있다.
덧붙여 텐션이 낮은 경우는, 커뮤니케이션을 실시할 수 없는 일이 있다. 그 경우는, 일을 캔슬한 것이 되어, 빈 시간에 2번째의 레슨을 실시하게 된다 (이 경우, 보너스 레슨 = 3번째의 레슨이 발생하지 않는다).

### 오디션
팬 (= 스코어)을 획득하기 위해서는, 기본적으로는 프로그램 출연을 위한 오디션에 합격할 필요가 있다. 실제로는 레슨 시에도 약간 증가하지만, 팬 인원 수의 대부분은 오디션의 전적에 의한다. 덧붙여 오디션의 뒤 보너스 레슨이 발생하는 일은 절대 없다.

#### 오디션의 종류
오디션은 크게 나누어 3종류로 분류할 수 있다. 어느 오디션에도 프로그램 출연범위 수와 팬 획득 인원 수가 설정되어 있다. 프로그램 출연범위 수는 그 오디션에서의 승자의 화수이며 (EF한정이나 전국 오디션에서는 대체로 2~3범위, 드물게 1범위의 오디션이 출현하는 케이스가 있다), 팬 획득 인원 수는 승리했을 때에 획득할 수 있는 팬 인원 수의 표준치 (실제로 획득할 수 있는 인원 수는 파라미터 등에 의해 약간 변동한다)이다. 덧붙여 오디션 범위의 바탕색이 그 오디션에서의 유행을 나타내고 있어 유행의 재집계에 의한 변동 전후에는 사장으로부터의 정보와는 다른 유행의 오디션이 모집될 가능성도 있다.
- 랭크 EF한정 오디션: 랭크 F와 E만 받게 된다. 이미지 레벨에 의한 제한 있음 (레어 오디션 'NEW BE@T'의 최상위 (획득 인원수 40,000명)는 이미지 레벨 제한 없음, 최저 랭크인 'HOP JAM' (획득 인원수 5,000명)은 F랭크 한정).
- 전국 오디션: 랭크에 관계없이 받게 된다. 일부 이미지 레벨에 의한 제한 있음 (제한이 없는 것은 통상 오디션의 최상위 'LOVE LOVE LIVE' (획득 인원수 50,000명)과 레어 오디션 'IDOL VISION' (획득 인원수는 60,000명 혹은 70,000명)).
- 특별 오디션: 특정의 조건을 채우면 받게 되어 한 번 합격하면 이후 같은 오디션에는 참가할 수 없다. 참가 조건은 각각 달라, 합격범위 수는 1범위일 뿐만 아니라 온라인이 아니면 도전하지 못하고, 한층 더 CPU도 섞였을 경우는 강력한 NPC도 등장하는 가혹한 오디션이다. 하지만 아이돌 랭크를 B랭크로 하기 위해서는 3, A랭크로 하기 위해서는 6 (마스터계를 3개 모두 클리어 해 그 외에 3개), S랭크로 하기 위해서는 모든 특별 오디션에서 승리해야 한다. 특히 참가 조건의 관계상 1회 밖에 도전할 수 없기 때문에 지면 그 시점에서 S랭크에의 길이 닫혀져 버리는 'TOP×TOP'과, 종합적인 레벨이 높은 데다가 중간 심사의 1위 밖에 득점을 획득할 수 없는 'HIT-TV'는 난이도가 높다. 팬 획득 인원 수는 기술이 없는 경우 50,000명.
  - 마스터계 특별 오디션-유행 순위가 주마다 발표되는 유행 정보에 영향을 받지 않고 고유의 패턴이다. 참가 조건은 이미지 레벨 8이상.
    - 보컬 마스터 -유행 순위가 보컬, 댄스, 비주얼의 순서로 고정.
    - 댄스 마스터 -유행 순위가 댄스, 비주얼, 보컬의 순서로 고정.
    - 비주얼 마스터 -유행 순위가 비주얼, 보컬, 댄스의 순서로 고정.

  - 가희낙원 -참가 조건은 이미지 레벨 7이상+접수마다 차례차례 바뀌는 캐릭터 조건 (연령별 (중학생 이하/고교생 이상) or성격별 (건강계/점잖은/담력 있음). 듀오나 트리오에서는 멤버중 1명이 해당하면 된다). 중간 심사 마다의 최하위의 점수가 -3점이 되고 있다.
  - 컬러풀 메모리즈 -참가 조건은 추억 15개 이상 (듀오나 트리오에서는 멤버 전원의 합계수가 15개 이상). 심사원의 흥미가 반으로 시작된다. 팬 획득 인원 수 30,000명.
  - LONGTIME -참가 조건은 활동주 25주 이상. 심사원의 흥미가 안 보인다. 팬 획득 인원 수 100,000명.
  - 루키즈 -참가 조건은 활동주 13주 이하. 중간 심사가 없이 어필 27회의 1개 승부. 팬 획득 인원 수 30,000명.
  - TOP×TOP -참가 조건은 오디션 무패. 중간 심사 후의 자신의 순위를 모른다.
  - HIT-TV -참가 조건은 합격률 70% 이상+이미지 레벨 10 이상. 중간 심사시 1위에게만 득점이 주어진다.

또한 첫회 플레이의 튜토리얼로 받는 오디션 'THE DEBUT'는 EF한정의 최저 랭크와 같은 3범위 5,000명이지만, 이 오디션에 한정해 4위 이하에서도 합격한 것으로서 게임이 진행한다 (이 경우도 그 후 지지 않는 동안은 TOP×TOP에 도전 가능). 또, 후술하는 프로그램 출연 시에 발생한 어필이나 엑시던트에 관계없이 팬 획득 인원 수는 5,000명이 된다 (튜토리얼 중의 팬 인원 수는 1명→2명→5,002명이 된다).

#### 오디션 개시까지
오디션 개시까지의 흐름은 이하대로.
1. 참가하는 오디션을 선택
2. 어필문 입력 (임의)
3. 오디션 참가자의 확인
4. 오디션을 향한 자세를 발표
5. 아이돌에의 응원

우선 플레이어는 참가하려는 오디션을 선택해 엔트리를 실시한다. 참가 조건이 있는 오디션에서 조건을 채우지 않는 경우는 엔트리하지 못하고 다시 선택하게 된다. 확인 화면에서 캔슬하거나 참가 조건을 채우지 않고 튕긴 (이미 참가자가 가득했기 때문에 튕긴 회수는 카운트되지 않는다) 회수가 3회가 되면, 유닛의 이미지 레벨로 수험 가능한 전국 오디션에 강제적으로 엔트리 당하게 된다.
오디션 확인 화면에서는 다른 참가자를 확인할 수 있다. 내용은 각 유닛의 아이돌 랭크와 과거 5전의 전적 및 수험 시의 유행 이미지 (다만 마스터계 오디션을 받았을 때는 그 받은 오디션) 등. 엔트리 결정 후는 접수 시간이 종료할 때까지 어필문을 입력할 수 있다 (히라가나, 카타카나, 영숫자와 정형문의 입력을 할 수 있다). 덧붙여 오디션의 테두리의 색이 실제로 그 오디션으로 채용되는 유행 1위 이미지이다. 유행이 변동한 직후는, 사장으로부터 들은 유행 정보와 다른 유행의 오디션이 출현하고 있는 일이 있다.
엔트리 접수 종료 후, 전원의 어필문이나 유닛 이미지, 이미지 레벨, 기자 상태 등이 표시된다. 다음에 참가자 6조 중 플레이어 유닛 중에서 랜덤으로 1조가 선택되어 (NPC/CPU의 유닛은 절대로 선택되지 않는다), 그 중의 1명이 대표로 심사원에게 자세를 말한다. 그 후 각 프로듀서가 한마디, 자신의 프로듀스하고 있는 아이돌에 응원을 해 심사가 개시된다.
자세 및 응원 시에는 3택의 선택기술이 표시되어 선택에 성공하면 아이돌의 텐션은 오르며, 실패하면 내린다 (캐릭터에 따라서는, 자세 때에 선택되지 않는 것으로 텐션이 변동하는 일이 있다). 어느 선택사항으로 텐션이 오를지는 정해져 있지 않다.

#### NPC
본래 오디션에서는 플레이어끼리가 대전해, 엔트리 시간 내에 인원수가 모이지 않는 경우는 자동적으로 CPU가 참가하게 되지만, 그 밖에도 논플레이어 캐릭터 (NPC)가 대전에 참가한다. 레벨이나 랭크는 각각 다른 것 외, 기자가 뒤따르고 있는 유닛도 있다. 주로 특별 오디션으로의 등장이 많지만, 전국 오디션이나 EF랭크 한정 오디션에서도 등장한다.
플레이어와 NPC를 구별할 수 있는 요소에는 이하의 것이 있다.
- 프로듀서명과 유닛명에 관련이 있다
- : 예를 들면 '큐어 블랙'의 프로듀서명은 '일요일 8시 반' (애니메이션 '두 사람은 프리큐어' (및 계열 작품)의 방송 시간대이다), '레드 숄더'의 프로듀서명은 '메르키아 X1' (애니메이션 '장갑기병 보톰즈'에 등장하는 '제24메르키아 방면군전략 기갑 군단·특수 임무반X-1'의 통칭이 '레드 숄더'이다)가 되고 있다. 일부에는 이러한 관련성을 가지지 않는 NPC도 있다.
- 점포명이 가공의 것이다
- : 접속원으로서 표시되는 점포명의 부분이, NPC에서는 고유의 가공 점포가 되어 있다.
- 기자 상태와 전력이 모순되고 있다
- : 전회의 순위가 6위인데 민완 기자가 붙어 있거나 전회의 순위가 1위인데 악덕 기자가 붙어 있는 경우가 해당한다. NPC는 NPC에 고유의 기자 설정이 되고 있기 때문에 이러한 모순이 생긴다.
- 멤버 발표시의 코멘트문에 사용되고 있는 한자
- : 어필 코멘트 입력시에는 플레이어는 정형문에 포함되어 있는 한자 밖에 사용할 수 없다. 정형문에 포함되지 않은 한자가 코멘트에 들어가 있으면 그것은 NPC라는 것이 된다.

또한 오프라인 상태에서는 NPC는 엔트리 해 오지 않는다. 온라인으로 엔트리의 접수를 실시하고 있고 NPC가 들어 온 후에 회선이 끊어져 버렸을 경우에서도 엔트리제의 NPC는 그대로 참가한다.

#### 오디션 중
오디션 심사는 1곡 노래해 끝낼 때까지 3회 행해져 각 유닛이 1회의 심사에 9회의 어필을 실시할 수 있다. 어필은 3종류의 항목으로부터 1개를 선택해 실시하는 통상의 어필과 멤버가 가지고 있는 추억을 사용해 전항목에 일제히 어필을 실시하는 추억 어필이 있다.
통상의 어필은 비주얼, 댄스, 보컬의 3개의 장르에 대응하는 어필 바를 터치해 실시한다. 또한 2명 이상의 유닛이라면, 어필 시간 내에 복수의 어필 바를 차례차례 터치하는 것으로 복수의 장르에 어필을 할 수 있다. 그 경우, 각 장르에 가산되는 어필 포인트는 동시 어필수에 따라 1/2 혹은 1/3에 감소한다 (나머지는 자른다). 곡의 리듬에 맞추어 타이밍 좋게 어필 바에 터치할 수 있으면 나이스 어필가 되어, 보다 높은 득점을 얻을 수 있다
추억 어필은 화면 중앙에 표시되는 '추억 패널'을 터치해, 화면 중앙에 금방 다른 곳으로 흐르는 12매의 패널 중 1매에 터치하는 것으로 실시한다. Good의 패널을 눌렀을 경우는Good 어필이 되어, 모든 장르에 어필 포인트가 들어간 후에, 모든 심사원의 흥미 (후술)가 회복한다. Bad의 패널을 누르거나 누르지 않고 전송했을 경우는 Bad 어필이 되어, 모든 장르의 어필 포인트가 줄어 들 뿐만 아니라 모든 심사원의 흥미가 내린다. 또한 Good의 패널과 Bad의 패널의 매수의 비율은, 아침의 인사 종료시점으로의 유닛의 텐션에 따라서 다르다 (텐션의 항 참조). 또, 추억 패널은, 텐션 중 또는 고에서는 Bad 패널이 연속하지 않고, 텐션 중 또는 저에서는 Good 패널이 연속하지 않는다. 이 때문에, 텐션 중에서는 반드시 Good와 Bad가 교대로 흘러 온다. 추억 어필에도 전술의 나이스 어필이 적용되어 터치한 타이밍에 의해서 어필 포인트 (Bad의 경우는 어필 포인트 감점)가 증가한다. 추억 어필은 1회의 오디션에 최대 3회까지 (다만, 소지하는 추억이 2개 이하라면 그 수까지) 사용 가능하고, 사용 가능 회수는 추억 패널에 표시되고 있다. 2번째, 3번째가 되는 만큼 화면 중앙에 흐르는 패널의 스피드가 오른다. 또한 복수인 유닛에서는 사용마다 멤버중 가장 많이 추억을 가지고 있는 사람이 추억을 소비한다.
또 각 심사원에게는 각각 흥미라는 심사원의 텐션치가 설정되어 있다. 각 플레이어가 어필을 실시할 때마다, 그 장르를 담당하는 심사원의 흥미가 감소해 나간다. 오디션 중에 흥미가 0이 된 심사원은 돌아가 버려, 그 장르에서의 모든 득점이 무효가 된다. 오디션의 진행에 따라, 각 심사원이 자신의 담당 장르에서의 순위 변동의 코멘트를 하는 일이 있는 것 외에 흥미가 일정치까지 내리면 심사에 질려 온 것을 나타내는 코멘트가 표시된다.
고의로 1개의 장르를 중점적으로 어필하거나 Bad 어필을 실시하는 것으로 심사원의 흥미를 0으로 해 돌려 보내는, 통칭 '집단 학살 전법'이 있다. 이에 의해 지금까지의 심사의 경과로 분명하게 지고 있었음이 분명한 유닛이 상위로 부상해, 후술하는 프레시 승리에 의해서 승리하는 경우도 있다. 또한 심사원은 2명까지 돌아가는 일이 있다 (그 경우, 남은 1명의 흥미치는 변동하지 않게 된다).

#### 채점 방법
9회의 어필이 종료할 때 (전제한 특별 오디션 '루키즈'에서는 27회 종료시)마다, 중간 심사로서 각 유닛의 어필 포인트가 집계된다. 각 항목에 대해 이하의 득점 계산을 해 화면 하부의 진행 바상에 표시된다.
- 각 장르마다, 어필 포인트의 상위 3조에는 그 장르의 유행도에 응한 수의 별 (☆)이 주어진다 (유행 1위가 5점, 2위가 3점, 3위가 2점).
- 어필 포인트가 최하위의 유닛에는 -1점 (전제의 가희 낙원만 -3점)의 페널티가 주어진다.

이것에 의해, 1회의 중간 심사로 얻을 수 있는 점수는 10점 ~ -3점 (-9점)이 된다.
이를 3회 반복해 (루키즈에서는 27회의 어필 종료 후에 심사를 실시하기 때문에 심사는 1회로 종료) 획득한 별의 수를 집계해, 오디션마다 설정된 인원수의 합격자가 발표된다. 순위는 이하의 룰로 결정된다.
1. 획득한 별이 많은 것이 상위.
2. 획득한 별이 같은 수로 플레이어의 유닛과 CPU (NPC도 포함된다)의 유닛의 사이에서는 플레이어가 상위. 덧붙여서 CPU나 NPC끼리가 동점이 되었을 경우는 엔트리 번호가 새로운 것이 승리가 된다.
3. 플레이어끼리 동점의 경우는 유닛의 인원 수에 관계없이 활동 주가 적은 편이 상위.
4. 활동 주가 같고 동점의 플레이어 유닛 간으로는 유닛의 인원 수가 적은 편이 상위 (솔로>듀오>트리오).
5. 동점·동인수·활동 주도 같은 플레이어 유닛의 사이에서는 랜덤으로 결정.

결과 발표 시에 경계선상에 복수의 유닛이 존재해, 동점이면서 합격 유닛과 불합격 유닛이 나왔을 경우, 그 경계선상의 유닛 가운데, 어느 유닛이 2번째 이후의 조건으로 합격이 되었는지의 코멘트가 나온다. 이 형태로 합격이 되는 것을 일반적으로 '프레시 승리', 불합격이 되는 것을 '프레시 패배'라고 부른다. 특히 합격범위가 불과 1개인 특별 오디션에서는 매우 중요한 요소가 된다.
오디션 종료후에는 모든 유닛의 득점이 표시된다. 이 때에 화면에 터치하면, 각 절의 어필 포인트나 순위로 표시가 바뀐다.
어필 포인트가 아니고, 어디까지나 획득한 별의 수로 승패가 정해지는 일로 주의. 극단적인 이야기로는, 쏟아 넣은 어필 포인트가 1위는 1,350점이고 3위는 100점이었다고 해도, 1위와 3위가 획득하는 별의 수는 같다. 특별 오디션의 HIT-TV 이외는 3위 이내에만 들어가면 별을 받을 수 있으므로, 다른 아이돌보다 능력적으로 다소 지고 있어도, 전제의 '집단 학살'로 과거의 중간 심사로 떨어뜨린 항목의 심사원을 돌려 보내는 것으로 차이를 채우거나 동점에 줄서 '프레시 승리'로 역전 승리하는 일도 충분히 있다. 이것이 이 게임의 재미있는 곳이며, 무서운 요소이기도 하다.
유행 순위에 의해 어필의 들어가는 방법의 경향을 개시 전에 추측하는 것은 가능하지만, 단순하게 그대로 어필을 실시하는 것만으로는 오디션에 계속 이기는 것은 어렵다. 오디션 중의 라이벌들의 어필, 심사원의 코멘트나 흥미, 자신이나 라이벌의 추억에 의한 어필에 의해서 상황은 시시각각 변해간다. 프로듀서에게는, 상황을 적확하게 파악해, 임기응변에 대응하는 수완이 요구된다.

#### 프로그램 출연
오디션에 승리했을 경우, 그 다음은 프로그램 출연이 된다 (설정으로 패스하는 일도 가능). 그 모양은 센터 타워에서도 흘러간다 (복수의 사람이 플레이 하고 있는 경우 등, 타워에서 방송되지 않는 경우가 있다).
햅쌀 이상의 랭크의 프로듀서로 복수의 유닛을 프로듀스하고 있는 경우, 출연전에 파트 에딧을 실시할 수 있다. 파트 에딧에서는 가사나 대사의 각 프레이즈에서, 멤버의 각각이 그 프레이즈를 노래할지의 선택을 실시한다 (복수의 사람이 같은 프레이즈를 노래하는 설정은 가능하지만, 각 프레이즈 최저 1명은 노래하도록 설정할 필요가 있다. 또 '9:02 pm' 등 곡 중에 대사가 있는 곡의 대사 담당의 지정 (이에서는 전 멤버 중에서 1명을 선택한다)도 여기서 실시한다).
출연 중, 화면 상에 나타나는 테두리를 드래그해 임의의 타이밍에 떼어 놓는 것으로, 그 범위 내의 상황으로 사진을 찍게 된다. 여러 매 찍었을 경우는 마지막 1매가 유효하게 된다. 찍은 사진은 유닛 카드의 표면에 인쇄되는 것 외, 휴대 전화용 사이트의 '메모리즈☆플리즈'로 다운로드해 기다려 사진으로 하는 일도 가능.
또 출연 중에 이하의 효과가 발생하는 일이 있으며, 거기에 따라 팬 획득 인원 수에 영향이 나오는 케이스가 있다.
- 어필-화면이 빛나, 멤버가 포즈를 취해, 카메라는 유닛에 접근한다. 발생하는 효과 중 획득 인원 수가 증가할 방향으로 움직이는 것은 이만큼.
- 보컬 엑시던트-화면이 붉어져, 가사를 잊는다 (발생중 은 보컬이 없는 상태가 된다). 가사가 없는 부분에서 발생하기도 한다.
- 댄스 엑시던트-화면이 푸르러져, 전원이 구른다.
- 비주얼 엑시던트-화면이 노래져, 발 밑 등 (통상은 얼굴이 화면에 들어가 있지만 발생 중은 얼굴이 들어오지 않는다. 다만 촬영 기술 중에서 얼굴이 나오는 경우는 있다)에 카메라를 향한 상태가 된다.

### 은퇴
활동 중인 유닛이 일정한 조건을 채우면 은퇴가 된다. 그 조건은 이하대로.
- 규정의 기간까지 랭크가 올라갈 수 없었던 경우.
- 아이돌 랭크가 A랭크 이상으로, 규정의 기간에 이르렀을 경우 (A랭크로 종료했을 경우, 표시 상은 랭크 올라갈 수 없었던 것이 되고 있지만 사장으로부터의 지시에서의 대사는 S랭크 도달시와 같은 물건이다). 기간은 솔로 유닛이 61주, 듀오 및 트리오 유닛은 62주.
- 아침의 인사 시에 2주 연속해 휴가를 내, 그 후 강제 해산을 선택했을 경우.

은퇴 시에는 '은퇴 콘서트'를 실시해 그 유닛은 활동 종료가 된다. 여기에서는 그 은퇴 콘서트에 대해 말한다. 은퇴 콘서트의 흐름은 이하대로.
1. 회장 선택 -은퇴 콘서트를 실시하는 회장을 선택한다. 회장은 모두 5개소 가운데, 최종적인 아이돌 랭크에 의해 후보가 2개 선택되므로 그 2로부터 선택한다. 회장과 이미지 레벨에 따라 은퇴 콘서트의 열광도를 나타내는 게이지의 초기치가 결정된다.
2. 의상·악곡 선택 -의상과 악곡을 선택한다. 악곡은 과거에 그 유닛이 노래한 곡 중에서 선택한다.
3. 아이돌과의 회화 -아이돌과의 회화를 실시한다. 듀오나 트리오의 경우는 호감도가 가장 높은 1명과의 회화가 된다. 이 회화와 텐션이나 선택한 악곡에 따라서, 콘서트의 열광도를 나타내는 게이지의 변화율이 결정된다. 또 은퇴 콘서트에서 사용할 수 있는 추억의 수도 여기서 발표된다.
4. 콘서트 -콘서트 중은 화면 아래에 열광도를 나타내는 게이지가 표시된다. 종료 시에 게이지가 일정치 이상 있으면 은퇴 콘서트 성공이 된다. 전제한 변화율에 따라 열광도가 변화하는 것 외에 지금까지의 커뮤니케이션의 결과에 응한 수의 '추억'을 사용해 게이지를 늘릴 수 있다. 나머지 턴 수와 잔량에 따라, 여러 개 사용해 룰렛의 성공률이 올라가는 경우가 있다.
5. 아이돌과의 회화 -콘서트 종료 후, 아이돌과의 마지막 회화를 실시한다. 이 내용은 회장과 결과에 의해서 변화한다. 그 후 은퇴 콘서트도 포함한 프로듀스의 실적에 따라, 프로듀서의 랭크가 변동한다. 덧붙여서 콘서트 회장에 돔을 선택해, 열광도의 바와 캐릭터의 호감도가 일정치 이상으로 콘서트에 성공했을 경우는, 마지막에 THE IDOLM@STER의 곡과 함께 스탭 롤이 흐른다.

### 아이돌에 관해서

#### 유행 이미지와 파라미터
이 게임에는 유행이 있어, 이하의 3종류의 이미지가 각각 순위로 주기적으로 바뀌는 구조가 되어 있다. 유행이 바뀌는 것으로 능력치의 조정이 필요해 진다. 또 유닛에서와 같이 3종류의 능력치가 있어, 3개 중 제일 높은 항목이 유닛 이미지가 된다.
- 보컬 (가창력)
- 댄스 (용동력)
- 비주얼 (룩스)

더욱 엄밀하게는 이 그 밖에 성격치라는 것도 존재하지만, 성격치는 후술 하듯이 캐릭터의 능력 감퇴 경향을 상관적으로 나타내는 정도이기 때문에 의식할 필요는 없다.
이 3개의 능력치는 이하의 조건으로 변동한다.
- 성장 조건
  - 레슨의 성적에 의한 성장
  - 오디션에 승리했을 때의 성장
  - 의상·악세사리·악곡의 수정치에 의한 보정
  - 민완 기자의 확보나 각종 부스트에 의한 보정
- 감퇴 조건
  - 매주아침에 미소 감퇴한다 (프로듀스의 진행도와 캐릭터에 따라 감퇴 경향은 다르다)
  - 4주 연속으로 오디션을 받지 않고 있다 (5주 이상 연속했을 경우도 1회만. 회복 불능)
  - 같은 이미지의 프로듀스곡을 연속으로 선택하고, 그 상태로 8주 이상 경과한다
  - 랭크 B 이상으로 오디션 불합격이 된다 (Ver1. 30으로부터 랭크 C 이하의 불합격 감퇴가 소멸)
  - 10주 이상 같은 곡을 노래하게 한다
  - 캔슬을 발생시킨다 (회복 불능)
  - 의상·악세사리·악곡에 의한 보정 (후술하는 대로, 의상이나 대부분의 악세사리는 3개중 1개의 파라미터에의 수정이 마이너스가 되어 있다)
  - 악덕 기자가 붙어 있는 것에 의한 보정

능력치는 화면 우상에 3색 선형을 조합한 원으로 표시되는 것 외, 주 처음의 유행 체크 시에는 왼쪽 아래에 크게 표시된다. 이 그래프에서는 각 능력치는 선형의 반경에서 나타내져 3개중 가장 높은 항목 (유닛 이미지가 되는 항목)은 항목명이 다른 색으로 표시된다. 또 각 능력치의 밸런스나 합계치 등에 의해 2 (반사람몫 아이돌)~16 (아이돌신)까지의 이미지 레벨이 산출된다. 덧붙여 레벨 1(아마추어 레벨)은 데뷔 전 상태에게만 적용되어 통상시는 레벨 1로 떨어뜨릴 수 없다.
능력치의 표시에서, 각 항목은 한층 더 레슨으로 늘린 기초 능력을 나타내는 어두운 부분과 곡이미지·의상·액세서리· 및 오디션으로 합격한 것으로 얻을 수 있는 각각의 보정치를 나타내는 밝은 부분이 존재한다. 어두운 부분은 일정치까지 성장하면 성장이 멈추며, 그 유행 파라미터는 레슨을 실시해도 성장하지 않게 된다. 감퇴 시에는 일부의 예외를 제외해 어두운 부분이 깎아지지만, 레슨을 실시하는 것으로 회복시킬 수 있다.
덧붙여 각 캐릭터에게 파라미터의 상승률이나 감퇴 기간을 붙여 15주째의 제1단계와 30주째의 제2단계를 거쳐 감퇴 타입별의 보정에 의해 파라미터가 내려 간다. 상승률은 높으면 레슨을 했을 때에 파라미터가 성장하기 쉬워진다. 감퇴 기간은 늦으면 파라미터의 높이를 유지하는 기간이 길어진다 (듀오나 트리오의 경우는 감퇴 기간은 전 멤버 중 가장 불리한 기간이 된다). 파라미터의 상승률이나 감퇴 기간은 이하와 같이 되어 있다. Ver1. 30에서는 각각의 감퇴 타입의 특성이 강해져, 조숙 타입은 더욱 감퇴 개시가 빨리 되며, 만성형은 더욱 감퇴 개시가 늦어졌다.
- 표준형-상승률, 감퇴 기간 모두 표준적. 제1단계의 감퇴가 적고, 제2단계 이후의 감퇴도 완만. 해당 캐릭터는 아마미 하루카, 미우라 아즈사, 키쿠치 마코토
- 조기 숙성형-상승률이 높은 반면, 감퇴 개시가 빠르다. 제1단계, 제2단계 모두 감퇴가 격렬하다. 해당 캐릭터는 키사라기 치하야, 아키즈키 리츠코, 미나세 이오리
- 대기만성형-상승률이 낮은 반면, 감퇴 개시가 늦다. 제1단계의 감퇴가 발생하지 않고, 제2단계 이후의 감퇴도 매우 완만. 해당 캐릭터는 하기와라 유키호, 타카츠키 야요이, 후타미 아미·마미

##### 초기 스테이터스
| 순위 | 이름             | Vocal | Dance | Visual | 성격치 | Total | Total-성격치 | 감퇴 타입 | 이미지색 | 텐션 관리 |
| ---- | ---------------- | ----- | ----- | ------ | ------ | ----- | ------------ | --------- | -------- | --------- |
| 1    | 키사라기 치하야  | 37    | 21    | 19     | 01     | 78    | 77           | 조숙      |          | 어려움    |
| 2    | 미나세 이오리    | 21    | 19    | 33     | 01     | 74    | 73           | 조숙      |          | 쉬움      |
| 3    | 아키즈키 리츠코  | 25    | 23    | 21     | 03     | 72    | 69           | 조숙      |          | 보통      |
| 4    | 키쿠치 마코토    | 11    | 19    | 13     | 17     | 60    | 43           | 표준      |          | 쉬움      |
| 5    | 미우라 아즈사    | 15    | 05    | 21     | 17     | 58    | 41           | 표준      |          | 보통      |
| 6    | 아마미 하루카    | 19    | 05    | 13     | 18     | 54    | 36           | 표준      |          | 쉬움      |
| 7    | 타카츠키 야요이  | 05    | 11    | 07     | 27     | 50    | 23           | 만성      |          | 쉬움      |
| 8    | 하기와라 유키호  | 07    | 01    | 15     | 27     | 50    | 23           | 만성      |          | 어려움    |
| 9    | 후타미 아미·마미 | 01    | 13    | 07     | 27     | 48    | 21           | 만성      |          | 쉬움      |

이 초기치는 개시~ 제15주까지의 기준이며, 플레이어마다의 스킬의 차이로 파라미터가 바뀐다. 제15주 이후는 감퇴 타입별의 감퇴가 시작되어, 제30주 이후는 모든 캐릭터가 감퇴 하기 시작한다. 따라서 초기치가 낮다 = 취급하기 어렵지 않기 때문에 주의하는 것.
또한 성격치는 이전의 Ver에서도 현행의 Ver1. 30에서도 거의 의미가 없게 (예: 유키호는 성격치가 높은데 텐션 관리가 지극히 어렵다 등) 되어 있는 한편, 전제한 캐릭터의 감쇠 경향과 성격치의 사이에는 상관관계를 볼 수 있다 (성격치가 높은 캐릭터가 영향이 작다).

#### 텐션
아이돌에는 각각 텐션이 설정되어 있어 높음, 보통, 낮음 3개로 나누어져 있다. 전제한 파라미터의 그래프의 왼쪽에 있는 하트가 그래서 있다. 텐션은 빨강 또는 보라(높음)·황록(보통)·청록 또는 검정(낮음)의 3색 하트가 겹친 게이지로 표시되고 있다. 또, 같은 레벨 중에서도 세세한 값으로 해서 게이지로 표시되고 있어 이 게이지가 0이 되면 1레벨 텐션이 내린다. 회화에 의해서 게이지가 MAX가 되어도 하트의 수가 회복하지 않는다. 덧붙여 휴가를 내기, 오디션으로 합격하기, 아이돌 랭크 보고의 뒤에 팬 레터가 닿기, 아이돌 랭크가 올라가는 것 어느 쪽인가에 둘 수 있는 텐션 상승은 하트 마크 단위로의 회복+게이지의 회복이 되고 있다.
또, 랭킹으로 표시되고 있는 '내일의 럭키 프로듀서'나, 후술의 휴대 사이트 연동 '메일☆플리즈', '지난 주에 레슨을 선택해 레슨·커뮤니케이션·보너스 레슨의 모두에서 퍼펙트'의 어느 하나를 채웠을 경우는, 다음의 1플레이에 한정해 텐션이 보라색의 하트 3 (게이지 MAX)으로 고정된다 (단, 발동이 활동 종료와 겹쳤을 경우는 발동하지 않는다. 또, 전 2개의 조건은 온라인이 아니면 발동하지 않는다).
텐션에 의한 효과를 이하에 나타낸다. 기본이 되는 것은 텐션 중 상태로, 이 때는 추억 사용 시의 룰렛이 Good:Bad=6: 6으로 교대로 출현한다.
- 텐션 고
  - 텐션중시에 비해 어필 1회당의 어필 포인트가 증가한다(15%증가).
  - 추억을 사용할 때에 Good의 비율이 오른다 (Good9:Bad3, 본래 Bad가 되는 패널 중 3매가 Good로 바뀐다).
  - 나이스 어필의 접수 시간이 텐션 중에 비해 길다.
  - 레슨 시에 1회분 게으름 피우는 일이 있다.
  - 커뮤니케이션 결과가 퍼펙트의 경우, 획득할 수 있는 추억의 수가 더욱 증가한다 (통상 3→고텐션시 5).
  - 밤, 팬으로부터의 선물이 닿지 않는 일이 있다.
- 텐션 저
  - 아침 아이돌이 사무소에 나타나지 않고 1주 소용 없게 될 뿐만 아니라 파라미터나 팬 수가 감소하는 '캔슬'이 발생하는 일이 있다. 또한 유키호만 텐션 중에서도 발생하지만, 전반적으로 발생 확률이 다른 캐릭터보다 낮다.
  - 텐션 중 시에 비해 1회당의 어필 포인트가 줄어 든다 (10% 감).
  - 추억을 사용할 때에 Bad의 비율이 오른다 (Good3:Bad9, 본래 Good의 패널 중 3매가 Bad로 바뀐다).
  - 나이스 어필의 접수 시간이 텐션 중에 비해 짧다.
  - 레슨 후 커뮤니케이션이 발생하지 않고 빈 시간에 레슨을 실시하는 경우가 있다.
  - 레슨 종료 후 아이돌로부터 추가 레슨을 신청하는 경우가 있어, 레슨 회수가 증가하는 일이 있다.
  - 커뮤니케이션 결과가 배드인 경우 추억이 줄어 든다.
  - 밤, 팬으로부터의 선물이 닿은 후에 '이번 주는 더욱 선물이 있습니다'라고 표시되어 2개째의 선물이 닿는 일이 있다. 덧붙여 2개 선물이 닿는 경우의 1개째에 팬 레터 및 불행의 편지가 오지 않고, 2개째에 불행의 편지가 오는 일도 없다.

또한 각 멤버의 텐션의 레벨이 다른 상태의 듀오·트리오의 경우, 추억을 사용할 때의 Good:Bad의 비율이 바뀌는 일이 있다.
이상의 일로부터 텐션을 항상 의식하고 게임을 진행시키는 것이 중요해진다.

#### 프로듀스곡
본작에서는 아이돌이 노래하는 곡이 10곡 준비되어 있다. 각각의 곡에 이미지가 설정되어 있어 1유닛을 프로듀스 중에 선택할 수 있는 것은 3곡까지. 곡은 10주 정도 지나면 세상에 질려져, 아이돌의 파라미터가 감소한다. 그런데도 변경하지 않고 있으면 13주째에 유닛으로부터의 충고가 발생한다. 그 후도 몇 번이나 파라미터가 감소해, 최종적으로는 1주마다 그 곡의 이미지의 파라미터가 감소해 나가게 된다. 곡을 질리게 만든 경우, 곡을 바꾸면 파라미터의 감소가 멈추지만, 같은 이미지의 곡을 선택하면 페널티로서 한층 더 파라미터가 감소한다.
또, 각 캐릭터마다 선택하면 다른 곡보다 파라미터가 높아지는 곡이 설정되어 있는 것 외에 오디션시의 어필의 타이밍은 선택한 곡의 BPM의 영향을 받는다.
등장하는 곡과 그 곡의 이미지는 이하와 같다.
- 보컬 이미지
  - '태양의 질투' (작사: 모리 유리코, 작곡: 시이나 고)
  - '파랑새' (작사: 모리 유리코, 작곡: 시이나 고)
  - '마법을 걸어!' (작사·작곡: 고사키 사토루)
  - '9:02pm' (작사: yura, 작곡: Jesahm)
- 댄스 이미지
  - 'THE IDOLM@STER' (작사: 나카무라 메구미, 작곡: 사사키 히로시인)
  - 'First Stage' (작사: 나카무라 메구미, 작곡: 사사키 히로시인)
  - '에이전트 밤을 걷다' (작사·작곡: LindaAl-CUE)
- 비주얼 이미지
  - '안녕!! 아침밥' (작사: 나카무라 메구미, 작곡'사사키 히로시인)
  - 'Here we go!!' (작사: yura, 작곡: Jesahm)
  - '포지티브!' (작사: mft, 작곡: 나카가와 코지)

#### 의상과 액세서리
곡과는 달리, 의상은 회수의 제한 없이 변경할 수 있다 (캐릭터에 따라서는 변경 시에 텐션이 내리기 때문에 빈번히 변경할 수 없는 경우도 있다). 의상은 베이스가 되는 옷과 4개소(머리·몸·손·발)의 액세서리로부터 구성되어 그러한 각각 파라미터의 변화량이 설정되어 있다 (대체로의 액세서리는 2항목 UP+1항목 DOWN이 되고 있다. 또, 옷이나 악세사리 자체에도 가장 성장하는 파라미터의 항목에 의한 이미지 설정이 되고 있다).
옷·액세서리 모두, 매주의 활동 종료 시에 도착하는 선물로서 닿는 것으로 입수한다. 이 외, 액세서리는 후술하는 휴대 전화용 사이트에서 포인트와의 교환으로도 입수할 수 있다. 또 액세서리 안에는 입수 확률이 낮은 드문 물품이나, 특별 오디션에 승리했을 때에 밖에 얻지 않는 것도 존재한다.
또한 액세서리 안에는 같은 이름을 씌운 것이 2~4 부위에 존재하는 시리즈를 구성해 있는 것이 있어, 그 경우는 같은 시리즈의 아이템을 복수 장비하고 있으면 장비 수에 따른 보너스가 있다. 덧붙여서 시리즈 안에는 같은 개소에 복수의 아이템이 있는 것도 있다.

#### 아이돌 랭크
아이돌 랭크는 팬의 인원 수로 정해진다. 그러나 랭크 B 이상에 관해서는 특정 수의 특별 오디션을 합격하고 있지 않으면 안 된다. 또 랭크마다 다음의 랭크에의 승격 기한이 설정되어 있다 (이하의 승격 기한은 솔로로의 것. 듀오나 트리오에서는 인원 수에 따라 늘어난다).
- 랭크 외 (첫회 플레이시의 튜토리얼이 끝날 때까지의 랭크. 3주째 종료 시에 자동적으로 F랭크에 오른다)
- 랭크 F(1만 명 미만. 승격 기한은 13주 종료까지)
- 랭크 E(1만 명 이상. 승격 기한은 23주 종료까지)
- 랭크 D(10만 명 이상. 승격 기한은 33주 종료까지)
- 랭크 C(30만 명 이상. 승격 기한은 46주 종료까지)
- 랭크 B(70만 명 이상+특별 오디션 합격 수 3 이상. 승격 기한은 56주 종료까지)
- 랭크 A(100만 명 이상+특별 오디션 합격 수 6 이상 한편 마스터계전 제패. 61~62주에 프로듀스 종료)
- 랭크 S(150만 명 이상+특별 오디션전 9종 합격. 61~62주에 프로듀스 종료)

#### 예능 기자
본작에서는 2종류의 예능 기자가 등장한다. 또한 기자의 유무는 오디션 참가자 일람으로 확인을 할 수 있다. 또한 전제한 NPC에 대하서는 NPC마다 붙어 있는 기자가 설정되어 있어(예를 들면 '패왕 엔젤'은 완만 기자 뒤따름, '레드 숄더'는 가십 기자 뒤따름), NPC에 대해서는 과거의 전력에 관계없이 붙어 있는 기자는 고정이 되고 있다.
민완 기자
푸른 실루엣의 기자. 민완 기자가 있는 오디션으로 1위가 되면 자신의 유닛을 특별 취재를 해 준다. 그 사이는 파라미터가 일시적으로 상승한다. 3주 활동하거나, 오디션으로 1위 이외에 되었을 경우는 없어진다.
가십 (악덕) 기자
붉은 실루엣의 기자. 가십 기자가 있는 오디션으로 낙선하면 자신의 유닛이 스토킹 된다. 그 사이는 파라미터가 일시적으로 저하한다. 3주 활동하거나, 오디션으로 승리하면 없어진다.
지면 반드시 붙는다는 것이 아니고, 동시에 낙선한 다른 플레이어의 유닛에 붙는 경우나, 플레이어 유닛이 1조만의 때에 져도 붙지 않는 것이 있다. 다만, 낙선 유닛 간에 가십 기자가 뒤따르는 확률은 각 유닛의 아이돌 랭크가 관계하고 있다.

### 플레이어에 관한 데이터

#### 프로듀서 랭크
프로듀서에게는 랭크를 붙여 은퇴 콘서트를 끝내고 나서의 결과에 의해 변화한다.
- 견습 프로듀서 (프로듀스 가능 인원 수 1명)
- 신출내기 프로듀서 (프로듀스 가능 인원 수 2명, 이후 듀오 유닛 편성 가능)
- 햅쌀 프로듀서 (프로듀스 가능 인원 수 3명, 이후 파트 에디트가 가능)
- 보통 프로듀서 (프로듀스 가능 인원 수 4명)
- 중견 프로듀서 (프로듀스 가능 인원 수 5명, 이후 트리오 유닛 편성 가능)
- 민완 프로듀서 (프로듀스 가능 인원 수 6명)
- 인기인 프로듀서 (프로듀스 가능 인원 수 7명)
- 초인기인 프로듀서 (프로듀스 가능 인원 수 8명)
- 아이돌마스터 (프로듀스 가능 인원 수 9명)

은퇴 콘서트를 끝냈을 때에 산출되는 평가의 요소는 이하와 같다.
- 최종적인 이미지 레벨
- 최종적인 팬 획득 인원 수의 순위 (오프라인에서는 갱신되지 않는다. 활동 개시~종료까지를 모두 오프라인으로 플레이 했을 경우는 999만 9999위로 보여진다)
- 오디션 전적 (특별 오디션 승리 수도 포함한다)
- 최종 아이돌 랭크
- 아이돌의 호감도

이렇게 산출된 평가와 현재의 프로듀서 랭크에 따라, 이번 프로듀스로 프로듀서 랭크가 어떻게 변동할지가 정해진다. 민완 프로듀서 이상의 랭크에서는, 최종 성적이 나쁘면 1~2 랭크 다운하는 경우가 있다. 덧붙여 변동 후의 프로듀서 랭크가 견습이었을 경우 (버전 1.01까지 은퇴 콘서트를 실시한 P카드로 한정해 가능성이 있다), 다음 번의 프로듀스에서도 최초의 3주는 튜토리얼이 된다.

#### 카드의 종류
이 게임에서는 2종류의 카드를 사용한다. 카드는 통상, 본체로부터 발행되어 표면은 열에 의해서 파랑 혹은 투명하게 되는 감열계 잉크에 의한 개서 가능인 설계이다. 카드 오른쪽 아래에 표시되고 있는 ID는 같은 플레이어의 카드이면 프로듀서·유닛을 불문하고 같고, 이것에 의해 플레이어의 확인과 휴대 전화 사이트 연동에서의 데이터 관리를 실시한다.
프로듀서 카드
프로듀서의 정보를 기억한다. 오른쪽 위에 "P"로 표시.
오른쪽 위에는 프로듀서 랭크와 이름, 왼쪽 아래에 카드 갱신까지의 플레이 회수 (0~50회), 중앙에 프로듀스 상황 (현재 프로듀스 중인 멤버와 나머지의 프로듀스 가능 인원 수), 아래에 액세서리의 소유 수와 ID가 표시되고 있다.
유닛 카드
아이돌 (유닛)의 정보를 기억. 각 아이돌 (유닛)마다 1매 사용. 좌상에 "U"라고 표시되고 있다.
오른쪽 위에 프로듀서와 유닛명, 왼쪽 아래에는 현재의 아이돌 랭크, 오른쪽 아래에는 활동 주 수와 현재의 팬 인원 수, ID가 표시. 중앙에는 현재의 곡과 얼굴 사진이 인쇄되고 있다. 얼굴 사진에서는 최근의 프로그램 출연 시에 마지막에 촬영된 것이 반영된다.

#### 랭킹
전국의 플레이어들의 플레이 데이터는 매일 심야에 집계되어 타워에 이하의 랭킹으로서 표시된다. 보컬 마스터·댄스 마스터·비주얼 마스터는 발표마다 10 쌍씩 타워에서 영상이 표시되어 그 이외는 일람으로 표시된다. 또 휴대 전화 사이트에서도 확인 가능.
랭킹의 우선 순위는 랭크>팬 인원수이기 때문에, 랭크 A의 200만 명보다, 랭크 S의 150만 명이 위의 순위가 된다. '전당들이 아이돌 랭킹' '유명 프로듀서 랭킹'이외는 과거 15일간(당초는 90일간, 후에 30일간을 거쳐 현재의 15일간이 되고 있다)에 플레이 된 유닛이 집계 대상.
인기 랭킹
현재 활동하고 있는 유닛의 팬수랭킹. 1~100위
보컬 마스터
보컬 이미지의 유닛 (제일 성장하고 있는 파라미터가 보컬. 이하 2개의 마스터계 랭킹도 마찬가지)의 팬 수 랭킹. 1~20위
댄스 마스터
댄스 이미지의 유닛의 팬 수 랭킹. 1~20위
비주얼 마스터
비주얼 이미지의 유닛의 팬 수 랭킹. 1~20위
유명 프로듀서 랭킹
각 프로듀서 (플레이어)의 지금까지의 유닛이 획득한 누계 팬 수의 랭킹. 1~100위. 10억 명을 넘는 표시는 되지 않는다 (카운터 스톱)
전당들이 아이돌 랭킹
A랭크 이상으로 해산, 은퇴한 유닛의 최종 획득 팬 수 랭킹. 1~100위
사무소 랭킹
휴대 사이트에서 설립한 사무소의 합계 팬 수의 랭킹. 1~100위
아이돌별 랭킹
각 캐릭터의 솔로 한정의 팬 수 랭킹. 1~100위
내일의 럭키 프로듀서
1 양지 최대 30 유닛이 선택된다. 이것으로 선택된 유닛은 다음 날에 플레이 했을 경우, 1주만 '파라미터 UP+텐션 MAX 고정'이라는, 후술하는 부스트 메일과 같은 효과를 얻을 수 있다.
발동 기간은 발표일의 다음날 0시~23시 59분. 이 때문에, 발표일 24시~26시까지 플레이했을 경우에도 발동한다.

### 휴대 사이트
휴대 사이트 '아이돌마스터'는, 소프트뱅크 모바일·NTT 도코모·au에 대응 (대응 기종의 제한 있음). 월액 315엔 (일부 무료). 또한 i모드 향해 사이트는 2009년 7월 23일에 리뉴얼되어 월액 요금 무료와 525엔의 코스가 추가되었다. 리뉴얼 전의 사이트 (아케이드 연동)와 리뉴얼 후의 사이트 (아이돌마스터 모바일)는 URL이 다르기 때문에, 북마크를 그대로 하고 있으면 리뉴얼 전의 사이트에 액세스하게 되어 있다.
회원에 등록하면 이하의 서비스를 사용할 수 있다.
해프닝☆로케
액세서리와 교환할 수 있는 포인트를 획득할 수 있다. 자세한 것은 후술.
메일☆플리즈
아이돌들로부터 휴대 전화에 메일이 보내져 온다. 자세한 것은 후술.
메모리즈☆플리즈
출연 시의 사진을 기다려 화상으로서 다운로드할 수 있다. 자세한 것은 후술.
액세서리 숍
모은 포인트, '휴대폰 악세사리' (기다려 화상)이나 '아케이드용 악세사리'와 교환할 수 있다.
아케이드 연동
현재의 스테이터스나 아케이드판의 전국 랭킹을 확인할 수 있다.
사무소
프로듀서 (플레이어)끼리 팀을 결성할 수 있다.
출근부
프로듀서 (플레이어)가, 지금까지 어느 점포에서 플레이 하고 있는지를 확인 할 수 있다. 참조 가능한 데이터는 점포마다의 누계 및 지난 달·이번 달의 플레이 회수. 이 기능을 이용하고, 2006년 3월 중순부터 4월말까지 남코 직영점에서의 합계 플레이 회수에 의한 선물 캠페인을 했다.
미니 게임(도코모만)
2006년 3월 23일 기준으로, '아즈사의 제비' '치하야의 오델로' '마코토의 INLINE SKATER' '야요이의 누수 주의보' '유키호의 위로 타이핑'이 전달되고 있다.

#### 해프닝☆로케
주사위 어드벤쳐 게임에서, 클리어 시에 획득한 시청률에 의해 얻은 포인트를 축적할 수 있다 (200 p/달까지). 도코모·소프트뱅크 모바일은 모두, au는 일부의 BREW 대응 기종으로 휴대 전화용의 어플리로서 전달되고 있다 (비대응 기종에서도 약간 디테일이 깎인 웹판으로서 플레이 가능).
- 2005년 7월: '해프닝☆로케 교토의 여행 하루카편'이 등록
- 2005년 8월: '해프닝☆로케 오카야마의 여행 치하야편'이 등록
- 2005년 9월: '해프닝☆로케 나고야의 여행 아즈사편'이 등록
- 2005년 11월: '해프닝☆로케 후쿠오카의 여행 아미·마미편'이 등록
- 2006년 1월: '해프닝☆로케 요코하마의 여행 이오리편'이 등록
- 2006년 4월: '해프닝☆로케 오키나와의 여행 마코토편'이 등록
- 2006년 5월: '해프닝☆로케 도쿄의 여행 리츠코편'이 등록
- 2006년 6월: '해프닝☆로케 홋카이도의 여행 유키호편'이 등록
- 2006년 8월: '해프닝☆로케 오사카·코베의 여행 야요이편'이 등록

#### 메일☆플리즈
사이트의 아케이드 연동으로 카드를 등록해, 한편 휴대 전화의 메일 주소를 관련 지으면, 때때로 이하의 몇 개의 메일이 도착한다는 시스템이 되어 있다.
- 등록 답례 메일-주소 등록 시에, 프로듀스 중의 아이돌로부터 온다 (아무도 프로듀스하고 있지 않을 때는 오지 않는다).
- 자세 메일-유닛을 새롭게 프로듀스 개시한 후에 온다. 부스트 메일의 특성 있음.
- 일상 메일-멤버가 각각의 일상생활의 풍경을 메일로 보내 온다.
- 부스트 메일-일시의 지정이 있어, 그 기간 중에 플레이를 개시하면 1주만 텐션이 MAX로 고정이 되어 파라미터도 약간 올라간다. 순수한 부스트 메일은 방치되어 곤란해 하고 있는 타입의 내용이지만, 그 외에 일부의 연동 메일이나 프로듀스 개시 시의 자세 메일, 오디션 패전시의 감상 메일에도 설정되어 있다.
- 연동 메일-일부 커뮤니케이션의 내용과 결과에 연동한 메일이 온다. 일부에는 부스트 메일의 특성 있음.
- 오디션 감상 메일-오디션의 결과 (합격·불합격)에 따른 메일이 온다. 불합격의 경우는 일시 지정이 있어, 이것도 또 부스트 메일과 같은 특성을 가진다.
- 은퇴 후 메일-프로듀스 종료 후의 유닛의 멤버 (야요이를 제외)로부터, 활동 중을 되돌아 보는 코멘트의 메일이 온다.
- 실수 메일-프로듀스하고 있지 않은 아이돌 (야요이를 제외)로부터 도착하는 실수의 메일. 프로듀스되어 있지 않은 경우의 아이돌 후보생들의 일상을 엿볼 수 있다. 덧붙여 이 메일은 기본적으로 (일부 예외 있음) 건명이 'Re: ~'가 되고 있어 친구등으로부터의 메일에의 답신이 되고 있다.

덧붙여 각 아이돌에는 개별의 메일 주소와 부스트 메일에서의 시간대 조건 (시간대의 길이나 전날에 보낼지 당일에 보낼지 등)이 설정되어 있다. 또, 부스트 메일로 지정되는 시간대는 카드를 등록할 때에 묻는 '주로 플레이하는 시간대'가 영향을 주고 있다.
은퇴 후 메일이나 실수 메일에 야요이가 포함되지 않는 것은, 개인에서는 휴대 전화를 가지지 않고, 프로듀스 기간 중에 대출하고 있다는 설정 때문.

#### 메모리즈☆플리즈
아케이드에서 텔레비전 출연을 완수했을 때에 촬영한 화상을 기다려 화상으로서 다운로드할 수 있다. 과거 30매분이 보존되고 있어 때때로 공식 사이트 내의 상품 숍에서 플레이어마다 그러한 사진을 수록한 앨범의 판매를 했다 (2006년 9월분까지는 희망자 중에서 추첨을 하고 있었다). 또 2006년 3월에는, 같은 시스템으로 플레이어로부터 사진을 모집해, 365일의 각각 게재한 2006년도 분의 캘린더가 발매되었다.
2008년 3월에는 휴대 사이트에서의 표시가 일부 변경되어 과거에 프로듀스한 유닛의 최종 스테이터스도 참조할 수 있게 되었다.

## 공식대회 '슈퍼 프로듀서 토너먼트'
2005년 12월 15일 10:00~2006년 1월 15일 23:59에 남코 주최로 행해진 유일한 공식대회. 룰은 이하대로.
- 기간 내에 새롭게 유닛을 작성해, 기간 내에 은퇴까지 플레이 하는 것.
- 휴대폰의 공식 사이트에서 엔트리를 실시하는 것.
- 프로듀스하는 곡은 1곡만으로, 게임중 한 번도 곡을 변경하지 않는 것. 프로듀스 대상곡은 'THE IDOLM@STER'를 제외한 9곡.
- 특별 오디션 '보컬 마스터' '댄스 마스터' '비주얼 마스터'의 어느 쪽이든 1개 이상으로 합격하는 것.
- 은퇴 시점에서의 팬 인원 수에, 프로듀서 랭크 및 아이돌마다의 보정을 가산하고 순위를 결정한다.

이상의 조건을 채운 유닛에 대해 각 곡마다 랭킹의 집계를 실시해, 각각의 최종 순위 상위 10명 중에서 남코와 컬럼비아가 심사를 실시해 각 곡 1명 (합계 9명)을 선출, 'CD 프로듀서'로서 MASTERPIECE 04에 각 유닛의 곡이 수록되었다. 또 CD프로듀서를 제외한 전 참가자 중에서 양 회사가 50명을 선출해, '소책자 사진 프로듀서'로서 같은 CD의 소책자에 유닛의 사진이 게재되었다.
견습 프로듀서나 만성형 캐릭터에 큰 보너스 포인트 (핸디캡)를 거절하는 등, 견습 솔로 우우책이 강구해 있는 것에도 불구하고, 실제로 입상한 솔로 유닛 (그 중에는 곡별 1위나 포함된다)이 1유닛도 선택되지 않았다, 곡별 1위의 유닛이 1유닛도 선택되지 않았다, 과거에 부정행위에 의해 아이돌마스터의 칭호를 획득한 프로듀서가 선택되고 있었다, 등의 이유로 일부 참가자로부터의 비판이 있었다.

## 파생기획
아케이드 게임의 성공을 바탕으로 다양한 상품이나 이벤트나 다른 매체로 파생/재창조되고 있다.
2006년 9월 현재 다음과 같은 파생상품이 나왔거나 계획중이다.
- 가정용 콘솔 게임기인 마이크로소프트의 Xbox 360 게임으로도 2007년 1월 25일 발매. 인기작을 염가판으로 내는《Xbox 360 플라니타 콜렉션》으로 2007년 11월 1일 발매가 결정되었다.
- 게임 속 음악을 모은 OST 음반 CD 《마스터피스 시리즈》가 5집까지 나와있고 출연 성우진들이 등장하는 드라마 CD가 제작되어 6집까지 나와 있다.
- 《코믹 앤솔로지》로 만화화되어 5권의 만화책이 발행되었고 《패미통 문고》로 소설화되어 2권의 소설이 나와있다.
- 일본 유수의 애니메이션 제작사인 선라이즈에서 TVA화가 결정되어 《아이돌마스터 XENOGLOSSIA》라는 이름으로 2007년 방영되었다.(아케이드판 원안. XBOX360판은 배제)

그외 공식 게임대회(슈퍼 프로듀스 토너먼트), 2개의 라디오 토크쇼 진행,
수 종의 라디오 CD, 기획 CD, 공연영상 DVD, 캐릭터 인형, 잡지 연재, 게임 캐릭터 정보 책자 등
각 아이돌 캐릭터는 현실세계의 아이돌 가수 못지않은 인기를 누리고 있다.

### CD

#### 사운드 트랙 CD
THE IDOLM@STER MASTERPIECE
2005년 9월 28일에 발매된 CD시리즈. 전5매. 아케이드판의 악곡 (10곡)의 풀 버전과 게임중에서 사용되고 있는 BGM를 수록.
THE IDOLM@STER MASTER BOX
2006년 7월 19일 발매. 3매 셋 CD BOX. 아케이드판의 각 악곡 (10곡)의 전캐릭터 (9명) 분의 솔로 버전, 및 가라오케를 수록. 외장 BOX에 일련 번호가 기입되어 있다.
7650조 한정 생산의 통상판 외에, 1st ANNIVERSARY LIVE 회장에서 765조 한정으로 발매된 '060723 버전'이 존재한다.

#### 드라마 CD
사운드 트랙 이외에 드라마 CD도 발매되고 있다. 드라마 CD의 Scene. 01~04의 첫회분에는 우편 엽서가, 05~06의 첫회분에는 리라이터블 카드가 부속.
THE IDOLM@STER 드라마 CD Scene. 01~하기와라 유키호&키쿠치 마코토편~
2005년 12월 22일 발매. 유키호와 마코토가 주역. 두 명이 765 프로에 들어갔을 때의 이야기. 01~04에는 보너스 트랙으로서 '아이돌 후보생이 무엇인가의 직업에 분장한다'라는 코너가 있다. 01은 '만약 유키호가 엘리베이터 걸이라면' '만약 마코토가 미술 선생님이라면'.
THE IDOLM@STER 드라마 CD Scene. 02~키사라기 치하야&타카츠키 야요이 편~
2006년 2월 24일 발매. 치하야와 야요이가 주역. 동시기에 765프로에 들어간 치하야와 야요이. 각각은 다른 레슨을 받아 오디션에 도전하게 되지만……. 보너스 트랙은, '만약 치하야가 초밥 직공이라면' '만약 야요이가 대기업의 사장이라면'.
THE IDOLM@STER 드라마 CD Scene. 03~아마미 하루카&아키즈키 리츠코&미나세 이오리편~
2006년 3월 24일 발매. 하루카과 리츠코와 이오리가 퍼스낼러티를 노력하는 프로그램에, 아야라 자칭하는 소녀가 리퀘스트를 해 왔다. 나를 잡아 봐라는 아야를 둘러싸고, 시부야에서 술래잡기가 시작되는데……. 보너스 트랙은 '만약 하루카가 놀라운 솜씨의 형사라면' '만약 리츠코가 택시 드라이버라면' '만약 이오리가 성냥팔이 소녀라면'의 3편.
THE IDOLM@STER 드라마 CD Scene. 04~미우라 아즈사&후타미 아미·마미편~
2006년 4월 21일 발매. 사장의 명령으로 유닛을 짜게 된 아즈사와 아미·마미. 팬층도 방향성도 전혀 다른 2명 (3명?)을 어떻게 브레이크 시키면 좋은 것인가……? 오토나시 코토리 첫 출연. 보너스 트랙은 '만약 아즈사가 의사라면' '만약 아미 마미가 영주라면'.
THE IDOLM@STER 드라마 CD Scene. 05 EXTRA STAGE 1
2006년 6월 23일 발매. 온천편과 하루 소장편의 2화가 수록되고 있다. 드라마 CD에서는 첫 오리지널 그림이 커버에 사용되었다. (게스트: 아키모토양개, 츠쿠이 교생, 와카모토 노리오)
THE IDOLM@STER 드라마 CD Scene. 06 EXTRA STAGE 2
2006년 7월 21일 발매. 무인도편과 메이드 카페편의 2화가 수록되고 있다.

### 서적

#### 무크
프리미엄 킷
2005년 8월 발매. CD사이즈의 소책자+리라이터블 카드 2매. 숍 인 바운드에 의한 인터넷 전매품으로 이미 판매 종료하고 있다.
아이돌마스터 플라티나 앨범
2005년 10월 28일 발매. 게임 내용의 설명이나 스탭·캐스트의 인터뷰, 의상이나 액세서리의 소개 등을 게재한 무크. 발매원은 엔터 브레인. ISBN 4-7577-2500-0
아이돌마스터 캐릭터 마스터
2005년 12월 27일 발매. 각 곡의 안무의 연속 사진이나, 프로듀스 개시 직전의 스토리 등을 게재. 리라이터블 카드 부속. 또한 애니메이트에서는 표지의 도안이 다른 버전이 발매되었다. 발매원은 이치진샤. ISBN 4-7580-1046-3

#### 만화
아이돌마스터
원작: 반다이 남코 게임스/작화: 초양지
'월간 콤프 에이스'에서 2006년 5월부터 2006년 11월까지 연재. 전7회.
메인 히로인은 아마미 하루카. 765 프로에 신인으로서 입사한지 얼마 안된 프로듀서의 분투와 아이돌들과의 교류를 그리고 있다. “PROJECT IM@S”발족 이전부터의 연재였기 때문인지, 코믹에서는 이 작품만 커버에 “PROJECT IM@S”의 표기가 없다. 또, 아즈사가 마코토를 '쨩'을 붙이지 않고 '씨'를 붙여 부르는 등 원작과는 기본 설정이 일부 다르다. 단행본은, 카도카와 서점의 모퉁이 강 코믹스 라벨에서 발매.
# 2007년 9월 26일 발매 ISBN 978-4-04-713966-4

코믹 앤솔러지 Vol. 1
2005년 11월 25일, 일신사에서 발매. ISBN 4-7580-0281-9
코믹 앤솔러지 Vol. 2
2006년 1월 25일, 일신사에서 발매. ISBN 4-7580-0298-3
앤솔러지 코믹
2006년 3월 10일, FOX 출판에서 발매. ISBN 4-925148-99-0
컨셉 코믹 온
2006년 4월 26일, 엔터 브레인에서 발매. 업무 중의 아이돌을 그린다는 컨셉. ISBN 4-7577-2688-0
컨셉 코믹 오프
2006년 4월 26일, 엔터 브레인에서 발매. 프라이빗의 아이돌을 그린다는 컨셉. ISBN 4-7577-2689-9

#### 소설
엔터 브레인으로부터 사이토 유스케에 의한 노벨라이즈가 패미통 문고에서 2권 발매되었다. 삽화는 오이코 (현: 안닌도후). 메인 캐릭터 이외에, 서브 캐릭터로서 아마미 하루카·하기와라 유키호의 2명이 등장한다 (다른 캐릭터는 등장하지 않는다).
안락함의 선율
2006년 1월 30일 발매. 메인 캐릭터는 키사라기 치하야. ISBN 4-7577-2606-6
가슴벅찬 Summer Days
2006년 2월 27일 발매. 메인 캐릭터는 아키즈키 리츠코. ISBN 4-7577-2626-0

### 크레딧 카드
아이마스 VISA 카드
반다이 남코 게임스와 미츠이 스미토모 VISA 카드와의 타이업으로 2008년 11월 17일에 접수가 개시되었다.

### 바나 패스포트 카드
태고의 달인×아이돌마스터
태고의 달인 Wii 결정판을 로손에서 예약하는 것으로 입수할 수 있던 카드. 디자인은 태고의 달인 준거가 되어 있다.
아이마스Edy 카드
바나 패스포트 카드에서는 처음으로, Edy 기능이 부가된 하이브리드 사양이 되고 있다. 도쿄 게임쇼 2011에서 선행 판매.
쿠레나 2 퀸 아이돌마스터 ver.가동 기념 카드
남코의 크레인 게임기 '쿠레나 2 퀸'에 아이돌이나 그 사인이 그려진 버전의 가동에 맞추어 판매하고 있는 카드로, 각 아이돌에 맞추어 전12종류 존재한다. 의상은 같은 케이스에 그려져 있는 일러스트와 같이. 기본적으로 같은 비행기가 가동하고 있는 게임센터로 입수할 수 있다.
아이돌마스터 10주년 기념 카드
2015년 후반부터 2016년 초반까지 판매되었으며 1탄부터 3탄까지 있다.

### 드라마
아이돌마스터.KR - 꿈을 드림
아이돌마스터.KR - 꿈을 드림은 대한민국에서 2017년 4월 28일부터 방영되고 있는 드라마이다.

## 그 외

### 캐릭터 디자인에 대해
쿠보오카 토시유키가 담당한 캐릭터 디자인은, 같은 시기의 미소녀를 전면에 밀어 낸 작품에 등장하는 디자인의 유행과는 다른 방향성이 되고 있어 많은 게임 플레이어에게도 호감을 가져 주려고, 비교적 대중용의 그림이 되어 있다때문에 캐릭터의 성격이나 매력도 있어 여성 플레이어도 적지 않다. 또한 와강은 2002년에 남코가 발매한 퀴즈 게임 '청춘 퀴즈 컬러풀 하이스쿨'에서도 캐릭터 디자인을 하고 있던 경력이 있다. 또, 본작에서는, 2D 그래픽 (혹은 셀 애니메이션)에 가까운 표현을 실현하기 위해, 또 와강의 캐릭터 디자인에 가까운 완성을 요구하기 위해서 셀 셰이딩 기법을 채용하고 있다.

### 케이스 관련
본작은 스테이션의 케이스에, 같은 남코의 드래곤 크로니클 시리즈의 케이스와 공통의 것을 사용하고 있다. 그 때문에 같은 작품으로부터의 전환도 존재한다. 이것은 개발 당초부터 '드래곤 크로니클'과 같은 케이스를 이용할 계획이었기 때문이며, 이것은 '아이돌마스터 플라티나 앨범'의 스탭 인터뷰에서도 다루어지고 있다. 본작의 가동시에 '드래곤 연대기'를 본작에 콘버터한 로케이션도 많아, 그 한편으로 본작에 콘버터 후, 케이스를 '드래곤 크로니클'에 역콘버터한 로케이션도 일부에 있다.
더욱 2006년 12월에는 같은 케이스를 이용하는 '모두 단련하는 전뇌트레이닝'이 가동 개시해, 또 2007년 1월 25일에 엑스박스 360판이 발매된 영향도 있어 '드래곤 크로니클' 모두 콘버터되어 소멸하는 경우가 다발했다. 또, 스테이션은 남아도 타워가 '모두 단련하는 전뇌트레이닝'의 가동 개시 시에 콘버터된 로케이션도 있다 (본작의 플레이에 지장은 없지만, 타워에서 방송할 수 없다).
케이스나 케이스 부근에 붙여지고 있는 뮤직 리스트나 캐릭터 리스트는, 개발 도중에 작성된 것이 그대로 사용되고 있기 때문에, 기재되어 있는 곡명이나 캐릭터명이 현재와 다른 부분이 있다. 예로서는 '青い鳥', '9:07pm', 'エージェント空を往く' 등.
덧붙여서 이 케이스는 2010년의 오프 라인화를 기념해 공식 사이트에서 지공예로서 배포되고 있는 것외 , 2011년에 WAVE로부터 플라스틱 킷화되었다.

### 난이도
본작에서는, 아케이드 게임으로서는 이질적인 안쪽의 깊은 술책이나 게임을 진행시킬 때의 계획성이 필요하게 된다 (이 계획성이 요구되는 게임성 때문에, 육성 메모를 기록하면서 플레이하는 플레이어가 많아, 점내에서 이 게임을 플레이하는 일부의 플레이어가 메모장이나 노트, 유시에 의한 운영의 공략 사이트에서 제공되고 있는 커뮤니케이션의 정답 루트표 등을 펼쳐 플레이 한다는 광경을 볼 수 있다) 모아 두어 가동 당초는 난이도가 매우 높고, 초심자가 아이돌 랭크를 D 이상으로 올리는 것은 곤란했다. 그 때문에, 오디션에서의 팬 획득 인원 수의 증가나 합격범위 수의 확대, 하급의 오디션에서의 이미지 레벨 제한의 강화 (에 의한 저레벨=활동 초기 유닛의 보호) 등, 몇 차례의 조정으로 난이도를 내려 갔다.
난이도가 높은 원인으로서 유저에게 지적되고 있는 내용으로서는, 오디션 패배 시에 메리트가 전혀 없고, 능력치의 감소 (높은 성격값 캐릭터는 약간 적지만)를 대며, 게다가 그것을 되찾는 것이 제30주 이후는 불가능하게 되기 때문에, 한 번의 패배가 과거의 플레이를 모두 낭비한다는 측면, 및 그것을 강조하는 게임 요금의 비쌈 (도입 당시는 1주분으로 200엔이었다)에 의한 재시도의 어려움으로 보다 강하게 한 일 등을 댄다.
아이돌 랭크 C까지라면 통상의 오디션만으로도 어떻게든 도달할 수 있지만, 아이돌 랭크를 B 이상으로 하기 위해서는 랭크마다 결정된 수의 특별 오디션을 돌파할 필요가 있다. 그 때문에, 특별 오디션 합격 수가 부족하고 각 아이돌이 말하는 '톱 아이돌 일보직전'인 C랭크로 활동 정지에 몰려 버리는 케이스나, S랭크를 목표로 하려면 모든 특별 오디션을 클리어 하지 않으면 안되어 'TOP×TOP'에 승리할 때까지는 패배가 절대로 용서되지 않는다는 점이, 이 게임의 어려움이나 가혹함을 상징하고 있다고 말할 수 있다. 그러나 2002년의 AM쇼에 출전되었을 때의 고지 POP이나 케이스의 인스트카드 등에서 '서바이벌' 등의 어려움을 강조하는 말이 사용되고 있는 점을 생각하면 어느 정도는 의도되고 있었다고도 말할 수 있지만, 이것이 대다수의 플레이어에 받아 들여지지 않았던 것에 따라 조정마다 난이도를 내리는 결과가 되어, 최종적으로 Xbox 360에의 이식 시에 본의가 아닌 결과의 보존의 회피나, 엄격한 스케줄 관리를 요구하는 사양 (틀어박혀 감쇠나 랭크 업 리밋 등)의 삭제라는 형태로, 게임성이 크게 바뀌게 되었다.

## 타작품에서의 등장·콜라보레이션 등
원더 모모
1987년에 아케이드에서 발매된 남코의 액션 게임. '인기 아이돌이 주연하는 무대극의 상연 중'이라는 설정으로, '주인공 '모모'를 연기하는 칸다 모모는, 타카기 사장이 처음으로 프로듀스를 다룬 아이돌이다'라고 부록으로 설정이 더해지고 있어 주인공의 모모가 아이돌 후보생들의 선배로 자리 매김되었다.
에이스 컴배트 6 해방에의 전화
반다이 남코 게임스에서 발매된 플라이트 슈팅 게임. 다운로드 컨텐츠로서 THE IDOLM@STER의 캐릭터가 그려진 기체가 준비되어 있다.
아이돌마스터 프로젝트
하세가와가 판매하는 플라모델의 시리즈. 에이스 컴뱃 6에 등장하는 THE IDOLM@STER의 콜라보 기체인 통칭 아이마스기를 1/72과 1/48의 스케일로 모델화하고 있다.
릿지레이서 비타
반다이 남코 게임스에서 발매된 레이스 게임. 다운로드 컨텐츠로서 THE IDOLM@STER의 캐릭터가 그려진 머신이나 악곡이 준비되어 있다.
앗트게임즈, 바나페스! 타운, 원더 대양
커뮤니케이션 사이트내의 아바타 (Avatar) 의상으로서 THE IDOLM@STER의 아이템이 기간 한정에서 등장하고 있었다.
태고의 달인, 테일즈 오브 시리즈 등 그 밖에도 여러 가지 진출하고 있지만, 상세하게 관해서는 PROJECT IM@S의 항목을 참조.